# Oldamur
Az Oldamur feltehetően kun eredetű férfinév, jelentése ismeretlen. Leghíresebb viselője a fellázadt kunok vezetőjeként a hód-tavi csata részvevője volt.

## Gyakorisága
Az 1990-es években nem lehetett anyakönyvezni, a 2000-es években nem szerepel a 100 leggyakoribb férfinév között.

## Névnapok
- július 29.[forrás?]